# القمة العربية 2007 (الرياض)
القمة العربية 2007 في الرياض هي قمة لقادة 22 من أعضاء جامعة الدول العربية اجتمعوا في الرياض لحضور القمة العربية التاسعة عشرة في مارس 2007، أستضافت القمة العربية في مركز الملك عبد العزيز الدولي للمؤتمرات في العاصمة السعودية الرياض، انعقدت القمة في 28 مارس 2007، وسبقتها مجموعة من الاجتماعات التحضيرية بدأت في 24 مارس 2007. وقال نبيه بري رئيس مجلس النواب اللبناني بأن قمة الرياض ستعكس إيجابا على الوضع في لبنان.

## خلفية
كان المكان الأساسي للقمة العربية التاسعة عشرة هو شرم الشيخ مصر ولكن تغير المكان إلى الرياض، وأعلن الأمين العام لجامعة الدول العربية عمرو موسى في منتصف يناير 2007 أن القمة ستنعقد في الرياض 
وقال السفير محمد قطان المندوب السعودي الدائم في جامعة الدول العربية «إن التطورات الجارية في المنطقة العربية والوضع الحرج الذي تمر به الشعوب العربية قد دفعت العاهل السعودي إلى الدعوة إلى عقد القمة في الرياض بدلاً من شرم الشيخ.»
لطالما كان مكان وتاريخ وجدول أعمال القمة العربية السنوية مسألة خلاف وتنافس وجدل. عندما اجتمع القادة العرب في القاهرة في أكتوبر 2000 لاعتماد قرار يقترح الدعوة السنوية للقمة العربية، قرروا أن يتم تناوب رئاسة القمة بين الدول الأعضاء في الجامعة البالغ عددها 22 دولة، وأن تعقد القمة في مقر جامعة الدول العربية ما لم يرغب العضو في الاستضافة في استضافته. في مارس 2001 استضاف وترأس الأردن القمة العربية.
كانت القضية الرئيسية التي شابت قمة جامعة الدول العربية لعام 2007 هي غياب ليبيا، ووفقًا لوزير الخارجية الليبي عبد الرحمن شلغم فإن ليبيا قاطعت القمة احتجاجًا على عدم "جدية" الدول العربية، وقال شلغم "كل العرب يعتبرون إيران الآن العدو الرئيسي ونسوا إسرائيل". بينما يواصل العرب الضغط على الفلسطينيين للاستجابة لشروط اللجنة الرباعية، ولا أحد يضغط على إسرائيل ".
في يناير 2007 سافر عمر موسى إلى ليبيا لمناقشة الأمر مع الزعيم الليبي معمر القذافي بهدف ضمان مشاركة ليبيا في قمة الرياض لكنه فشل في النهاية، ويعزى غياب ليبيا أيضًا إلى خلاف سعودي ليبي حول الوجود العسكري للولايات المتحدة في المنطقة.

## المفاوضات
مجالات النقاش الرئيسية في القمة:
- الصراع الإسرائيلي الفلسطيني
- حل التوترات في العراق

### الصراع الإسرائيلي الفلسطيني
أعادت القمة السنوية التاسعة عشر لجامعة الدول العربية التأكيد على مبادرة السلام العربية التي تم تبنيها لأول مرة في عام 2002 (والمعروفة أيضًا باسم إعلان بيروت). وحث القادة العرب في القمة إسرائيل على قبول هذه المبادرة،  وقال وزير الخارجية السعودي الأمير سعود الفيصل إن الخطة ستكون لها فرصة قوية لكسب الدعم الدولي وإحياء محادثات السلام الإسرائيلية العربية إذا تبناها جميع الزعماء العرب بالإجماع.
وقد وضعت الخطة آلية لتعزيز خطة السلام التي من شأنها أن تمهد الطريق أمام الدول العربية التي ليس لها علاقات مع إسرائيل، بما في ذلك المملكة العربية السعودية، لفتح قنوات اتصال مع الدولة اليهودية - وهو هدف طويل الأمد لمختلف الإدارات الرئاسية في الولايات المتحدة، حيث كانت مبادرة السلام بمثابة «قفزة كبيرة من القرارات التاريخية لعامي 1964 و1967 التي تعهدت بتدمير إسرائيل».
وبموجب الخطة ستعترف الدول العربية بإسرائيل إذا انسحبت إسرائيل من الأرض التي احتلتها في حرب عام 1967 وتسمح الخطة بإنشاء دولة فلسطينية عاصمتها في القدس الشرقية وعودة اللاجئين الفلسطينيين بناءً على قرار الجمعية العامة للأمم المتحدة رقم 194، وتجنبت المسودة النهائية للخطة ذكر عبارة «حق العودة» التي كانت موضع خلاف في جميع محادثات السلام السابقة وبدلاً من ذلك دعت إلى «حل عادل لمشكلة اللاجئين الفلسطينيين».
في عام 2002 رفضت إسرائيل الخطة على الفور، ولكن في 2007 تصرفت إسرائيل في البداية بمزيد من التقبل لمبادرة الجامعة العربية التي أعيد تأكيدها. ومع ذلك، أوضح المتحدث باسم السياسة الخارجية لحزب الليكود اليميني الإسرائيلي، زلمان شوفال، «لا يمكن لإسرائيل أن تقبل أبداً أجزاء الخطة التي تدعو إلى عودة اللاجئين الذين عاشوا في أراضي إسرائيل قبل عام 1967». وأضاف شوفال «إذا كان ما بين 300 ألف إلى 400 ألف أو ربما مليون سيعودون فإن الفلسطينيين سيغزون البلاد وستكون هذه هي نهاية دولة إسرائيل كدولة يهودية.»  

### عقبات أماممبادرة السلام العربية
الاختلافات في المبدأ بين إسرائيل وأعضاء جامعة الدول العربية حول بعض العناصر في الترتيب المقترح جعلت من الصعب ترجمة المبادرة إلى اتفاق حقيقي، وكان غياب محاور فلسطيني رسمي يمثل عقبة أخرى أمام تحقيق السلام من خلال مبادرة السلام العربية،  فبينما أيد رئيس السلطة الفلسطينية محمود عباس المبادرة، أمتنع قادة حماس عن تأييد حتى الاستعداد المشروط للاعتراف بإسرائيل،
وكجزء من الجهود المبذولة لسد تلك الفجوة ووضع الأساس لوفد فلسطيني موحد تضمنت الاستعدادات السابقة للقمة خطوات دبلوماسية لتشكيل حكومة وحدة وطنية فلسطينية، أدت هذه الحكومة اليمين الدستورية في 17 مارس 2007 على أساس الاتفاق الذي تم التوصل إليه في مكة المكرمة تحت رعاية «الرباعية العربية» - المملكة العربية السعودية ومصر والأردن والإمارات العربية المتحدة.  
تشمل المبادئ التوجيهية لسياسة حكومة الوحدة الوطنية مواقف سياسية مفصلة، بما في ذلك الالتزام بإنشاء دولة فلسطينية في المناطق التي احتلتها إسرائيل في عام 1967 والاعتراف بقرارات مؤتمر القمة العربية على مر السنين، وأضيفت إلى تلك القائمة اعتراف فلسطيني بإسرائيل وهو ما رفضته حماس، التي تطالب «بحق العودة» لجميع الفلسطينيين الذين فروا أو طردوا مما أصبح الآن إسرائيل خلال الحرب العربية الإسرائيلية عام 1948، ونقلت وسائل الإعلام السعودية عن زعيم حماس خالد مشعل حث الزعماء العرب قبل القمة على عدم تقديم تنازلات بشأن مطالبة اللاجئين الفلسطينيين بالعودة إلى ديارهم.

### حل التوترات فيالعراق
يأمل قادة جامعة الدول العربية الحاضرين في قمة الرياض عام 2007 في تحقيق الأمن والاستقرار في العراق، حيث كشف وزير الخارجية العراقي هوشيار زيباري أن مشاريع القوانين الداعمة للعراق ستنشأ في قمة الرياض، وأعرب الرئيس العراقي جلال طالباني عن تفاؤله بإمكانيات مثل هذه القوانين،  وصرح القادة في القمة بأن «استقرار العراق والتغلب على أزمته الحالية يتطلبان حلًا سياسيًا وأمنيًا متوازنًا لمعالجة أسباب الأزمة والتخلص من جذور الإرهاب والفتنة الطائفية». وأكد القادة على أن «التصور العربي للحل السياسي والأمني للتحديات التي يواجهها العراق يستند إلى احترام وحدة العراق وسيادته واستقلاله وهويته العربية الإسلامية».

## مجالات أخرى للتفاوض
أكدت الدول الأعضاء في مؤتمر الرياض أنه يتعين على الدول العربية معالجة قضايا الأمن القومي العربي بشكل كامل، وأخذ مصادر وأشكال التهديدات السياسية والأمنية والاقتصادية والثقافية والاجتماعية من داخل وخارج العالم العربي في الاعتبار.

## ما بعد القمة
من خلال قمة الرياض أعاد القادة العرب إطلاق مخططهم للسلام في الشرق الأوسط،  كما يوضح إعلان الرياض كان قادة العالم العربي يأملون في «إعادة النظر في الحالة الراهنة»، علاوة على ذلك كان الإسلام يستخدم كعامل موحد لتحقيق السلام:
«نحن مستوحون من قيمنا الدينية والعربية التي تتخلى عن جميع أشكال التعصب والتطرف والعنصرية؛ والتأكيد على أهداف تعزيز الهوية العربية، وتعميق قواعدها الثقافية، ومواصلة رسالتها الإنسانية المفتوحة، مع مواجهة التحديات والمخاطر التي تهدد بإعادة تنظيم الوضع في المنطقة، وحل الهوية العربية المشتركة، وتقويض الاتصالات التي تربطنا».   ويوضح روجر أوين، أستاذ دراسات الشرق الأوسط، طوال تاريخها، «لقد تصرفت الجامعة العربية وكأن الدول العربية يجب أن تدير علاقاتها من حيث مفاهيم الأخوة أكثر من كونها بروتوكول». علاوة على ذلك، يشرح القادة في الرياض، «نحن جميعًا قادة ومسؤولون ومواطنون. الآباء والأمهات والأطفال؛ شركاء في رسم مصيرنا والحفاظ على هويتنا وثقافتنا وقيمنا ومصالحنا. إن التحديات الخطيرة لا يمكن إلا أن تزيد من تصميم وإيمان الدول الكبرى. الأمة العربية قادرة، بعون الله، على تحقيق الأمن والكرامة والازدهار الذي تستحقه عندما توحد صفوفها وتقوي أعمالها المشتركة.»  
عند الانتهاء من اجتماع القمة قرر قادة الجامعة العربية الاجتماع من جديد لقمة الجامعة العربية العشرين في سوريا في مارس 2008.